# Долно Хомондос
Долно Хомондос (на гръцки: Κάτω Μητρούσι, Като Митруси, катаревуса: Κάτω Μητρούσιον, Като Митрусион) е село в Егейска Македония, в Република Гърция, дем Сяр, област Централна Македония с 655 жители (2001).

## География
Селото е разположено в центъра на Сярското поле на западно от град Сяр (Серес) и северно от Еникьой (Проватас) на 15 метра надморска височина.

## История
В 1853 година е построена църквата „Свети Георги“.

## Личности
Родени в Долно Хомондос
- Никос Арабадзис (р. 1984), гръцки футболист